# Limenitis sanctigabrieli
Limenitis sanctigabrieli är en fjärilsart som beskrevs av John Nevill Eliot. Limenitis sanctigabrieli ingår i släktet Limenitis och familjen praktfjärilar. Inga underarter finns listade i Catalogue of Life.